# Западно-Сибирская плита
Западно-Сибирская плита — тектоническая структура, часть Центральноевроазиатской молодой платформы.
Соответствует площади Западно-Сибирской равнины, а на севере заходит на шельф Карского моря. На западе ограничена Урало-Новоземельским выступом, на юго-востоке — Казахстано-Алтайским и Кузнецко-Саянским выступами, на востоке примыкает к Сибирской платформе. Кустанайская седловина отделяет Западно-Сибирскую плиту от Туранской плиты.
Фундамент сложен из разновозрастных палеозойских складковых пород, в центральной части есть докембрийские массивы. На поверхности фундамента рифтовые впадины субмеридионального направления, заполненные континентальными триасово-юрскими отложениями. С мезозоя на состояние Западно-Сибирской плиты влияли отрицательные тектонические движения, которые постепенно компенсировались наслоением мезозойских и кайнозойских отложений (мощность до 4-6 км). Эти отложения создали платформенный чехол.
На Западно-Сибирской плите много промышленных месторождений: нефти, газа (Западно-Сибирская нефтегазоносная провинция), угля, железных руд, бокситов, марганцевых руд, соды, большие залежи торфа, Западно-Сибирский артезианский бассейн.